# Compagnon de la Libération
Compagnon de la Libération ist der Titel von Personen, Ortschaften und militärischen Einrichtungen, die sich um die Befreiung Frankreichs während des Zweiten Weltkriegs verdient gemacht haben und denen der durch Charles de Gaulle gestiftete Ordre de la Libération verliehen wurde.
Bis zur Einstellung der Verleihung des Ordens am 23. Januar 1946 wurde er an fünf Städte, 18 militärische Institutionen und 1059 Personen verliehen. Nachträglich wurde dieser Orden von Charles de Gaulle nur noch an Winston Churchill (18. Juni 1958) und an den englischen König Georg VI. (2. April 1960) verliehen.
Der letzte noch lebende Compagnon war der Offizier und Politiker Hubert Germain, der am 12. Oktober 2021 im Alter von 101 Jahren verstarb.

## Militärische Institutionen
- Jagdfliegergeschwader Normandie-Njemen
- U-Boot Rubis
- 1er régiment de parachutistes d’infanterie de marine
- Bataillon de marche n° 2
- 13e Demi-brigade de Légion étrangère
- Bataillon d’Infanterie de Marine et du Pacifique
- Bataillon de marche du Tchad
- 2e Régiment d’Infanterie colonial
- 1er Régiment d’Artillerie coloniale
- 1/3e Régiment d’Artillerie coloniale
- 1er Régiment de Marche de Spahis Marocains
- 501e Régiment de Chars de Combat
- 1re Escadrille de Chasse
- Groupe de Bombardement Lorraine
- Groupe de Chasse Île-de-France
- Groupe de Chasse Alsace
- Korvette Aconit
- 1er Régiment de Fusiliers marins

## Orte
- Grenoble, Département Isère
- Île-de-Sein, Département Finistère
- Nantes, Département Loire-Atlantique
- Paris
- Vassieux-en-Vercors, Département Drôme

## Personen

### A
- André Aalberg (1913–1943)
- Michel Abalan (1920–2000)
- Valentin Abeille (1907–1944)
- José Aboulker (1920–2009)
- Robert Abraham (1921–2004)
- Henri Adeline (1898–1971)
- Alain Agenet (1922–1977)
- Édouard Ahnne (1867–1945)
- Marcel Albert (1917–2010)
- Berty Albrecht (1893–1943)
- Blaise Alexandre (1920–2005)
- Roland Alibert de Falconet (1917–1944)
- Émile Allegret (1907–1990)
- Roger Allouès (1920–1977)
- Henri Amiel (1907–1976)
- Dimitri Amilakvari (1906–1942)
- René Amiot (1914–1985)
- Hubert Amyot d’Inville (1909–1944)
- Louis Andlauer (1919–1999)
- Roger André (1914–1999)
- Gustave André (1908–1944)
- Jacques Andrieux (1917–2005)
- Pierre Anglade (1921–1946)
- Bernard Anquetil (1916–1941)
- Roméo Antoniotti (1914–1990)
- Raymond Appert (1904–1973)
- Pierre Arainty (1907–1982)
- Louis Armand (1905–1971)
- Michel Arnaud (1915–1990)
- Paul Arnault (1911–1988)
- Pierre Arrighi (1921–1944)
- François Arzel (1921–1944)
- Henri d’Astier de la Vigerie (1897–1952)
- Emmanuel d’Astier de la Vigerie (1900–1969)
- François d’Astier de la Vigerie (1886–1956)
- Jean Astier de Villatte (1900–1985)
- Pierre Auburtin (1915–1949)
- Philippe Auboyneau (1899–1961)
- Antoine Avinin (1902–1962)
- Antoine Aymé (1922–1945)
- Jean Ayral (1921–1944)

### B
- Gabriel Bablon (1905–1956)
- René Babonneau (1904–1963)
- Joseph Bakos (1902–1944)
- Jean Ballarin (1915–1999)
- André Ballatore (1913–1997)
- Jacques Ballet (1908–2000)
- Bernard Barberon (1916–1982)
- Roger Barberot (1915–2002)
- Gustave Barlot (1914–1998)
- Raymond Basset (1908–1984)
- Paul Batiment (1920–1944)
- Jacques Bauche (1914–1982)
- Guy Baucheron de Boissoudy (1908–1972)
- René Bauden (1918–2011)
- René Baudry (1907–1964)
- Jacques Baumel (1918–2006)
- Georges Bavière (1902–1971)
- Maurice Bayrou (1905–1996)
- Jean Bazelaire de Ruppière (1916–1943)
- Jacques Beaudenom de Lamaze (1912–1942)
- Henri Beauge-Berube (1920–2015)
- Pierre Beaugrand (1910–1951)
- Jean Bécourt-Foch (1911–1944)
- Didier Béguin (1918–1944)
- Louis Béguin (1911–1944)
- Valentin Béhélo (1901–1987)
- Mohammed Bel Hadj (um 1904–1945)
- Jean Bellec (1920–2002)
- Émile Bellet (1911–1942)
- Louis Bénard (1912–1995)
- Auguste Bénébig (1915–1993)
- Henri Benevene (1906–1945)
- Lionel Beneyton (1920–1992)
- Pierre de Bénouville (1914–2001)
- Raoul Béon (1911–1943)
- Alfred Bergamin (1908–1974)
- Georges Bergé (1909–1997)
- Jean-Pierre Berger (1915–1940)
- André Bergeret (1904–1966)
- Pierre Bernard (1907–1943)
- Claude Bernard (1900–1973)
- Philippe Bernardino (1915–1963)
- Adrien Bernavon (1912–1943)
- Lucien Berne (1912–1993)
- Pierre Bernheim (1884–1944)
- Lucien Bernier (1914–1944)
- Pierre Bertaux (1907–1986)
- Jean Bertin (1897–1972)
- Jean Bertoli (1917–1998)
- Antonin Betbeze (1910–1993)
- Marie Émile Antoine Béthouart (1889–1982)
- Pierre Beucler (1897–1946)
- Georges Bidault (1899–1983)
- François Bigo (1912–1944)
- Pierre Billotte (1906–1992)
- Abel Billy (1909–1944)
- Robert Bineau (1914–2011)
- Jacques Bingen (1908–1944)
- François Binoche (1911–1997)
- Roger Birot (1906–1942)
- Antoine Bissagnet (1905–1944)
- Arnaud Bisson  (1909–1944)
- André Blanchard (1911–1949)
- René Blanchard (1920–1996)
- Pierre Blanchet (1907–1944)
- Jacques Blasquez (1912–1998)
- Sigismond Blednicki (1920–1995)
- Louis Blésy (1910–2004)
- Maurice du Boisrouvray (1910–1941)
- Alain de Boissieu (1914–2006)
- François Bolifraud (1917–1942)
- Émile Bollaert (1890–1978)
- André Bollier (1920–1944)
- Michel Bollot (1921–1995)
- Paul Bonaldi (1917–2008)
- Georges Bonnet (1903–1982)
- Claude Bonnier (1897–1944)
- Maurice Bonte (1904–1958)
- Louis Bonvin (1886–1946)
- François Boquet (1913–1987)
- Henri de Bordas (1921–2011)
- Sidiki Boubakari (1911–1942)
- Jean Bouchez (–1919–1942)
- Claude Bouchinet-Serreulles (1912–2000)
- Michel Boudier (1920–1963)
- André Boulloche (1915–1978)
- Henri Bouquillard (1908–1941)
- Claude Bourdet (1909–1996)
- Jacques Bourdis (1920–2007)
- Henri Bourgeois (1900–1948)
- Maurice Bourgès-Maunoury (1914–1993)
- Pierre Bourgin (1912–1966)
- Pierre-Louis Bourgoin (1907–1970)
- Augustin Bourrat (1915–1986)
- Édourad Bourret (1913–1943)
- Émile Bouthemy (1923–1993)
- Léon Bouvier (1923–2005)
- René Bouvret (1920–1944)
- Laurent Bovis (1912–1963)
- André Boyer (1908–1945)
- Jacques Branet (1915–1969)
- Gabriel Branier (1904–1942)
- Jean Brasseur (1914–1992)
- Raphaël Briard (1914–1980)
- Roger Brias (–1904–1941)
- Charles Bricogne (1913–1942)
- Martial Brigouleix (1903–1943)
- René Briot (1913–1991)
- Pierre Briout (1915–1944)
- Pierre Brisdoux Galloni d'Istria (1914–1944)
- Félix Broche (1905–1942)
- Diego Brosset (1898–1944)
- Pierre Brossolette (1903–1944)
- Louis Broudin (1922–1940)
- Amédée Brousset (1905–1972)
- André Brunel (1912–1981)
- Gabriel Brunet de Sairigné (1913–1948)
- Jacques Brunschwig-Bordier (1905–1977)
- Augusto Bruschi (1920–1941)
- Pierre Brusson (1919–2005)
- Paul Buffet-Beauregard (1914–1990)
- Martial Bugeac (1901–1976)
- Georges Buis (1912–1998)

### C
- Georges Cabanier (1906–1976)
- Jean Cadéac d'Arbaud (1917–2003)
- René Cailleaud (1910–2000)
- Michel de Camaret (1915–1987)
- Lucien Cambas (1916–1961)
- Gustavo Camerini (1907–2001)
- Jean-Claude Camors (1919–1943)
- Joseph Canale (1921–1982)
- Georges Canépa (1913–1957)
- André Cantès (1906–1982)
- Jean Capagorry (1894–1981)
- Michel Carage (1921–2008)
- Roger Carcassonne-Leduc (1911–1991)
- Jean-Claude Carrier (1897–1944)
- Joseph Casile (1905–2007)
- René Casparius (1914–1942)
- René Cassin (1887–1976)
- Jean Cassou (1897–1986)
- Noël Castelain (1917–1943)
- Georges Catroux (1877–1969)
- Jean Cavaillès (1903–1944)
- Alfred Cazaud (1893–1970)
- Roger Ceccaldi (1913–2007)
- Jean Cédile (1908–1984)
- Jacques Chaban-Delmas (1915–2000)
- Julien Chabert (1905–1978)
- Albert Chambonnet (1903–1944)
- Jean-Louis Chancel (1899–1977)
- Claude Chandon (1894–1944)
- Pol Charbonneaux (1909–1954)
- Albert Chareyre (1915–1946)
- Guy Charmot (1914–2019)
- Henri Chas (1900–1945)
- Pierre Château-Jobert (1912–2005)
- Guy Chauliac (1912–2005)
- Guy Chaumet (1913–1980)
- Paul Chausse (1915–2005)
- Albert Chavanac (1909–1972)
- Eugène Chavant (1894–1969)
- Guy Chavenon (1911–1973)
- Paul Chenailler (1904–1960)
- Camille Chevalier (1899–1942)
- Maurice Chevance-Bertin (1910–1996)
- Bernard Chevignard (1913–1944)
- Pierre de Chevigné  (1909–2004)
- Gilbert Chevillot (1908–1944)
- Geoffroy Chodron de Courcel (1912–1992)
- Maurice Choron (1911–1942)
- Winston Churchill (1874–1965)
- Maurice Claisse (1905–1986)
- Roland Claude (1910–1943)
- Eugène Claudius-Petit (1907–1989)
- Charles Clerc (1908–1967)
- Charles Cliquet (1891–1956)
- Francis-Louis Closon (1910–1998)
- Pierre Clostermann (1921–2006)
- Jean-François Clouet des Pesruches (1918–1957)
- Jean Coggia (1916–1943)
- Philibert Collet (1896–1945)
- Constant Colmay (1903–1965)
- Charles Colonna d'Istria (1911–1991)
- Paulin Colonna d'Istria (1905–1982)
- Jean Colonna d'Ornano (1895–1941)
- Adrien Conus (1900–1947)
- Roger Coquoin (1897–1943)
- Daniel Cordier (1920–2020)
- Jean-Marie Corlu (1912–1944)
- Édouard Corniglion-Molinier (1898–1963)
- Renaud de Corta (1915–1979)
- Louis Cortot (1915–1979)
- Henri Cotteret (1922–1970)
- Christian Coudray (1908–1941)
- Hervé Coué (1919–1944)
- Émile Coulaudon (1907–1977)
- Jean Coupigny (1912–1981)
- Pierre Cournarie (1895–1968)
- Paul Courounet (1908–1961)
- Edmond Coussieu (1899–1941)
- Robert Cremel (1919–1941)
- Jean Crépin (1908–1996)
- Roger Crivelli (1918–1943)
- René Croq (1920–1943)
- Irénée Cros (1897–1943)
- Michel Cruger (1915–1979)
- Robert Cunibil (1915–1999)
- Camille Cunin (1912–2004)

### D
- Adrien Dammann (1901–1951)
- Justin Dangel (1907–1968)
- Émile da Rif (1914–1943)
- Yves de Daruvar (1921–2018)
- Edmond Debeaumarché (1906–1959)
- Henri Debiez (1920–1944)
- Eugène Déchelette (1906–1973)
- Raymond Decugis (1907–1942)
- Raymond Defosse (1897–1956)
- Marcel Degliame (1912–1989)
- André Déglise-Favre (1918–1943)
- Émile Dehon (1900–1995)
- Pierre Dejussieu-Pontcarral (1898–1984)
- Maurice Delage (1906–1976)
- Raymond Delange (1898–1976)
- Charles Delestraint (1879–1945)
- Raymond Deleule (1902–1948)
- André Delfau (1920–1948)
- Dino del Favero (1910–1941)
- François Delimal (1922–1944)
- Georges Delrieu (1919–1944)
- Fortuné Delsaux (1915–1946)
- Pierre Delsol (1909–1987)
- Bernard Demolins (1918–2012)
- Jean Demozay (1915–1945)
- James Denis (1906–2003)
- Pierre Deshayes (1918–2011)
- Jean Desmaisons (1915–1975)
- Victor Desmet (1919–)
- Jules Detouche (1908–1978)
- Lucien Detouche
- Robert Détroyat (1911–1941)
- Jean Devé (1897–1942)
- André Devigny (1916–1999)
- André Dewavrin (1911–1998)
- Adolphe Diagne (1907–1985)
- Laure Diebold (1915–1965)
- Thadée Diffre (1912–1971)
- Louis Dio (1908–1994)
- Daniel Divry (1912–2001)
- Jacques Dodelier (1903–1940)
- Joseph Domenget (1908–1944)
- Jan Doornik (1905–1941)
- Idrisse Doursan (1914–1965)
- Daniel Dreyfous-Ducas (1914–1985)
- Jean Dreyfus (1914–1942)
- François Drogou (1904–1940)
- Raymond Dronne (1908–1981)
- Henri Drouilh (1891–1943)
- Jean Drouot l'Hermine (1907–1969)
- Raoul Duault (1910–1983)
- Georges Dubois (1896–1971)
- Gaston Duché de Bricourt (1914–1942)
- Antoine Duchêne (1913–1943)
- Maurice Duclos (1906–1981)
- Joseph Duhautoy-Schuffencker (1909–1995)
- Jean-Pierre Dulau (1912–2009)
- François Dumont (1918–1997)
- Roger Dumont (1898–1943)
- Bernard Dupérier (1907–1995)
- René Dupont (1929–1990)
- Baptiste Dupuis (1909–1940)
- Louis Dupuis (1921–1944)
- Albert Durand (1918–1943)
- Pierre Dureau (1915–2006)
- Michel Durrmeyer (1916–1944)
- René Duvauchelle (1912–1941)

### E
- Félix Éboué (1885–1944)
- Hermann Eckstein (1903–1976)
- Albert Eggenspiller (1915–1955)
- Rudolph Eggs (1915–2011)
- Dwight D. Eisenhower (1890–1969)
- Constant Engels (1920–2018)
- Jean Eon (1915–1945)
- Juan-José Espana (1908–2000)
- Henri Honoré d’Estienne d’Orves (1901–1941)
- Jules Evenou (1908–2002)
- Yves Ezanno (1912–1996)

### F
- Yves Farge (1899–1953)
- Henri Farret (1908–1974)
- Marceau Faucret (1919–2000)
- Michel Faul (1920–1945)
- Philippe Fauquet (1921–1944)
- François Faure (1897–1982)
- Benjamin Favreau (1915–1994)
- Émile Fayolle (1916–1942)
- Constantin Feldzer (1909–1988)
- Maurice Ferrano (1909–1981)
- Louis Ferrant (1908–1979)
- Joseph de Ferrières de Sauvebœuf (1918–1944)
- Henri Fertet (1926–1943)
- Jean Fèvre (1920–1945)
- Marcel Finance (1918–1943)
- Louis Finet (1897–1997)
- Pierre Finet (1893–1962)
- Paul Flandre (1898–1978)
- Guy Flavien (1920–1945)
- Albert Floch (1920–1999)
- Jacques Florentin (1911–1992)
- Louis Flury-Hérard (1898–1941)
- Raphaël Folliot (1896–1979)
- Albert Fossey (1909–1950)
- Henri Fougerat (1909–1944)
- François Fouquat (1922–1944)
- Claudius Four (1895–1943)
- Pierre Fourcaud (1898–1998)
- Michel Fourquet (1914–1992)
- Jean Fourier (1917–1961)
- Louis Fournier de la Barre (1921–1969)
- Pierre Fourrier (1898–1941)
- Yvan Franoul (1900–1986)
- Philippe Fratacci (1917–2002)
- Pierre Frémond (1910–1996)
- Henri Frenay (1905–1988)
- Geoffroy Frotier de Bagneux (1909–1973)
- Henri Fruchaud (1894–1960)
- Bernard Fuchs (1916–2005)
- Roger Furst (1912–1972)

### G
- Adolphe Gabard (1913–1967)
- Adolphe Gaétan (1913–1942)
- André Gallas (1907–1956)
- Robert Galley (1921–2012)
- Gilbert Garache (1918–2005)
- Pierre Garbay (1903–1980)
- François Garbit (1910–1941)
- Roger Gardet (1900–1989)
- Félicien Gargué († 1941)
- Henri Garnier (1900–1984)
- Romain Gary (1914–1980)
- René Gatissou (1915–2012)
- Paul Gauffre (1910–1944)
- Gontran Gauthier (1906–1966)
- Marcel Gayant (1915–1944)
- Alain Gayet (1922–2017)
- Jean Gemahling (1912–2003)
- André Genet (1914–1945)
- René Génin (1909–1941)
- Louis Gentil (1896–1945)
- André Geoffroy (1911–1944)
- Georg VI. (1895–1952)
- Roger Gérard (1898–1968)
- André Gerberon (1905–1961)
- Hubert Germain (1920–2021)
- René Gervais (1908–1997)
- Raymond Gibert-Seigneureau (1919–1944)
- Jean Gilbert (1907–1942)
- Xavier Gillot (1909–1996)
- Ernest Gimpel (1913–1973)
- Émile Ginas (1892–1975)
- Alexandre Gins (1911–1973)
- Noël Giorgi (1900–1944)
- Arthur Giovonni (1909–1996)
- Christian Girard (1915–1985)
- Nicolas de Glos (1911–1976)
- Louis Godefroy (1911–1987)
- André-Jean Godin (1900–1989)
- Joseph de Goislard (1887–1981)
- Charles Gonard (1921–2016)
- Henri Gorce-Franklin (1906–2000)
- Jean Gosset (1912–1944)
- Jean de Goujon de Thuisy (1915–1944)
- William Gould (1913–1980)
- Georges Goumin (1905–1941)
- François Goussault (1909–1984)
- Georges Goychman (1914–1981)
- Toussaint Gozzi (1919–1946)
- Albert Grand (1914–1998)
- Gilbert Grandval (1904–1981)
- Georges Grasset (1910–1998)
- André Gravier (1911–2004)
- Paul Grenier (1914–1945)
- Roger Grisey (1907–1976)
- Alain Grout de Beaufort (1918–1944)
- Marcel Guaffi (1918–1997)
- Max Guedj (1913–1945)
- Yves Guellec (1913–1944)
- Alphonse Guéna (1908–1944)
- Paul Guénon (1911–1946)
- Albert Guérin (1893–1974)
- Claude Guérin (1912–1959)
- René Gufflet (1911–1942)
- Gaston Guigonis (1913–1994)
- Pierre Guilhemon (1904–1989)
- Roger Guillamet (1910–2000)
- Maurice Guillaudot (1893–1979)
- Jacques de Guillebon (1909–1985)
- Paul Guillon (1913–1965)
- Marcel Guillot (1914–1984)
- Maxime Guillot (1900–1944)
- Auguste Guillou (1914–1944)
- Georges Guigouin (1913–2005)
- Jean Guyot (1918–2000)
- Marius Guyot (1918–2006)

### H
- Joseph Hackin (1886–1941)
- Marie Hackin (1905–1941)
- Maurice Halna du Fretay (1920–1942)
- Emmanuel d'Harcourt (1914–1985)
- Bernard Harent (1916–1944)
- Olivier Harty de Pierrebourg (1908–1973)
- John F. Hasey (1916–2005)
- Arnauld Haudry de Soucy (1921–1994)
- Jacques-Philippe Leclerc de Hauteclocque (1902–1947)
- Pierre de Hauteclocque (1910–2004)
- Pierre Hautefeuille (1916–1999)
- Yves de la Hautière (1909–1957)
- Jacques Hazard (1920–1942)
- Bernard Hébert (1921–1984)
- Jacques Hébert (1920–2018)
- Jean Hellard (1908–1941)
- Gérard Hennebert (1913–1953)
- Mathurin Henrio (1929–1944)
- Marcelle Henry (1895–1945)
- Pierre-Jean Herbinger (1899–1972)
- Georges Héritier (1914–1996)
- Jean d'Hers (1910–1945)
- Robert Hervé (1910–1999)
- Yves Hervé (1909–1944)
- Claude Hettier de Boislambert (1906–1986)
- Alfred Heurtaux (1893–1985)
- Jean-Marie Heyrend (1919–2005)
- Jules Hirleman (1901–1987)
- Jean-Baptiste Houchet (1904–1944)
- Georges Hugo (1915–1984)
- Robert Huguet (1901–1979)
- François d'Humières (1922–1945)

### I
- Paul Ibos (1919–2015)
- Albert Idohou (1902–1941)
- Pierre Iehlé (1914–1984)
- André Ima (1913–1969)
- François Ingold (1894–1980)
- Henri Ingrand (1908–2003)
- Victor Iturria (1914–1944)

### J
- Henri Jaboulay (1897–1997)
- André Jacob (1908–1940)
- François Jacob (1920–2013)
- Paul Jacquier (1879–1961)
- Rodolphe Jaeger (1920–1944)
- André Jamme (1917–1983)
- Jean Jaouen (1918–1945)
- Félix Jaquement (1915–1945)
- André Jarrot (1909–2000)
- Edmond Jean (1919–2003)
- Georges Jeanperrin (1916–2003)
- Jean Jestin (1920–1944)
- Marcel Jeulin (1921–1944)
- Bertrand Jochaud du Plessis (1902–1940)
- Jules Joire (1914–1944)
- Paul Joly (1899–1945)
- Paul Jonas (1898–1958)
- Auguste Jordan (1910–2004)
- Jacques Joubert des Ouches (1920–1944)
- Georges Jouneau (1902–1981)
- Paul Jourdier (1907–1995)
- Germain Jousse (1895–1988)
- Pierre Julitte (1910–1991)
- Yves Jullian (1918–1983)
- Robert Jumel (1920–1944)

### K
- André Kailo (1918–1965)
- Maurice Kaouza (1911–1986)
- Hennri Karcher (1908–1983)
- Robert Kaskoreff (1909–1988)
- Jean Kerléo (1909–1950)
- Charles Kieffer (1903–1987)
- Philippe Kieffer (1899–1962)
- Auguste Kirmann (1907–1995)
- Henri André Kirsch (1912–1997)
- Imre Kocsis (1910–1944)
- Marie-Pierre Kœnig (1898–1970)
- Jules de Kœnigswarter (1904–1995)
- Albert Kohan (1886–1943)
- Yourgi Koli (1896–1970)
- Marcel Kollen (1912–1942)
- Dominique Kosseyo (1919–1994)
- Georges Koudoukou (1894–1942)
- Paul Koudoussaragne (1920–1973)
- Alexandre Krementchousky (1905–1979)

### L
- Henri Labit (1920–1942)
- François de Labouchère (1917–1942)
- René La Combe (1915–1994)
- Émile Laffon (1907–1957)
- Henry Lafont (1920–2011)
- Pierre Lafon (1904–1942)
- Yves Lagatu (1914–1987)
- Roger de la Grandière (1916–1944)
- André Lalande (1913–1995)
- Georges Lamarque (1914–1944)
- Claude Lamirault (1918–1945)
- Marcel Langer (1917–1990)
- Pierre Langlois (1917–2013)
- Xavier Langlois (1911–1944)
- Jacques Langlois de Bazillac (1912–1950)
- Roger Lantenois (1910–1986)
- Jean Laquintinie (1909–1941)
- Edgard de Larminat (1895–1962)
- Jean de Lattre de Tassigny (1889–1952)
- Édouard Laurent (1896–1972)
- Robert Laurent (1907–1958)
- Jean-Claude Laurent-Champrosay (1908–1944)
- Henri Laurentie (1901–1984)
- Pierre Laureys (1919–2004)
- Roger Lavenir (1919–2005)
- André Lavergne (1913–1992)
- Louis Le Bastard (1906–1945)
- Marcel Lebois (1916–1943)
- Albert Lebon (1908–1988)
- Charles Le Cocq (1898–1945)
- Jacques Lecompte-Boinet (1905–1974)
- Guy Le Coniac de la Longrays (1919–2001)
- Yves Le Dû (1920–2003)
- Claude Le Hénaff (1922–1995)
- Pierre Lefaucheux (1898–1955)
- Marcel Lefèvre (1918–1944)
- Paul Legentilhomme (1884–1975)
- Yves Léger (1919–1944)
- Charles Le Goasguen (1920–1995)
- Pierre Le Gourierec (1920–1942)
- Michel Legrand (1918–1955)
- Jean Lejeune (1905–1961)
- Paul Leistenschneider (1907–1999)
- Jacques Lemarinel (1923–1944)
- Jules Le Mière (1911–1977)
- René Lemoine (1905–1996)
- René Lenoir (1913–1996)
- René Lepeltier (1906–1947)
- Joseph Léonard (1912–1999)
- Aimé Lepercq (1889–1944)
- Claude  Lepeu (1921–2016)
- Pierre Lequesne (1904–1947)
- Georges Le Sant (1914–2000)
- Roger Lescure (1912–2009)
- René Lesecq (1920–2010)
- Joël Le Tac (1918–2005)
- Jean Levasseur (1909–1947)
- Jean-Pierre Lévy (1911–1996)
- Roger Lévy (1914–2006)
- Henri Lévy-Finger (1921–1944)
- Jean Lhuillier (1906–1971)
- André Lichtwitz (1899–1962)
- Lucien Limanton (1919–1954)
- Hugues Limonti (1921–1988)
- Albert Litas (1905–1944)
- Albert Littolff (1911–1943)
- Philippe Livry-Level (1898–1960)
- Alexandre Lofi (1917–1992)
- Pierre Louis-Dreyfus (1908–2011)
- Edmond Louveau (1895–1973)
- André Lugiez (1910–1969)
- Jean Lucchesi (1918–2004)
- Yves Lucchesi (1915–1947)
- Charles Luizet (1903–1947)

### M
- Edmond Magendie (1912–2000)
- Louis Magnat (1915–2012)
- Jean Magne (1916–1958)
- Henri Magny (1910–1944)
- Raoul Magrin-Vernerey (1892–1964)
- Yves Mahé (1919–1962)
- Jacques Maillet (1913–2009)
- Henri Maillot (1899–1987)
- Louis Mairet (1916–1998)
- Pierre de Maismont (1911–1944)
- Stanislas Malec-Natlacen (1913–2004)
- Henri Malin (1912–2003)
- Horace Mallet (1905–1942)
- Jean-Pierre Mallet (1920–2013)
- André Malraux (1901–1976)
- Stanislas Mangin (1917–1986)
- Henri Manhès (1889–1959)
- Henri Manigart (1898–1982)
- Jacques Mansion (1914–1990)
- Claude Mantel (1916–1994)
- Henri Marais (1891–1940)
- Robert Marchand (1915–1942)
- Jean Maridor (1920–1944)
- Pierre Marienne (1908–1944)
- Philippe Marmissolle-Daguerre (1921–1977)
- Gérard Marsault (1912–2000)
- Paul Marson (1906–1987)
- Albert Marteau (1911–1996)
- Christian Martell (1914–1945)
- François Martin (1916–1944)
- Marc Martin-Siegfried (1911–1990)
- Albert Marty (1907–1984)
- Louis Masquelier (1898–1961)
- Olivier Massart (1919–1968)
- Raymond Massiet (1908–1995)
- Robert Masson (1914–2010)
- Jacques Massu (1908–2002)
- Antoine Masurel (1912–1990)
- Roger Mathieu (1914–1964)
- Jacques Mathis (1914–1944)
- Joseph Maugard (1919–1995)
- Charles Mauric (1909–1990)
- Michel Maurice-Bokanowski (1912–2005)
- Roger Maylié (1920–1967)
- André Mazana (1913–1944)
- Alphée Maziéras (1912–1944)
- Christian Megret de Devise (1908–1986)
- Paul Mélis (1921–1982)
- Jacques Menestrey (1914–1997)
- François de Menthon (1900–1984)
- Édouard Méric (1901–1973)
- Pierre Messmer (1916–2007)
- Raymond Meyer (1918–2002)
- Paul-Hémir Mezan (1912–1944)
- Louis Michard (1914–1945)
- Simone Michel-Lévy (1906–1945)
- Paul Milleliri (1902–1972)
- Jean de Milleret (1908–1980)
- Victor Mirkin (1909–1944)
- Pierre Moguez (1913–1982)
- Mohammed V. (1909–1961)
- Roger Mompezat (1899–1958)
- René Mondenx (1911–1971)
- Georges Monéger (1920–1944)
- Henri Monfort (1909–1984)
- Xavier de Montbron (1916–1955)
- Yves Monteggiani (1907–1965)
- Fred Moore (1920–2017)
- Yvon Morandat (1913–1972)
- Émilienne Moreau-Évrard (1898–1971)
- André Morel (1916–1979)
- René Morel (1908–1974)
- Théodose Morel (1915–1944)
- François Morel-Deville (1910–1968)
- Paul Morlon (1912–1993)
- Pierre de Morsier (1908–1991)
- Roger Motte (1912–1962)
- Jacques Mouchel-Blaisot (1920–1990)
- René Mouchotte (1914–1943)
- Jean Moulin (1899–1943)
- André Moulinier (1922–2006)
- André Mounier (1913–1941)
- Mouniro (1907–1958)
- Yves Mourier (1912–1948)
- Léonel de Moustier (1882–1945)
- Jean des Moutis (1911–1965)
- André Moynet (1921–1993)
- Jean Mufraggi (1914–2009)
- Henri Muller (1900–1944)
- Jules Muracciole (1906–1995)
- Émile Muselier (1882–1965)

### N
- Jean Nanterre (1906–2006)
- René de Naurois (1906–2006)
- Léon Nautin (1909–1944)
- Némir (1904–1944)
- Edmond Nessler (1907–2004)
- Jean Netter (1914–2010)
- Paul Neuville (1896–1975)
- Jean-Bernard Ney (1921–2003)
- Louis Nicolas (1913–1975)
- René Nicolau (1899–1945)
- Alfred Noël (1910–1982)
- Robert Noireau (1912–1999)
- Yves Nomen (1916–1944)
- Lucien Nouaux (1921–1942)
- Noukoun Kone (1909–1988)
- Jean-Pierre Nouveau (1921–1991)

### O
- Paul Odo (1917–2000)
- Aloysius Odervole (1907–1941)
- Pierre Olivier (1904–1945)
- Marc O’Neill (1909–1956)
- Jean Orbello (1902–1953)
- Marcel Orsini (1911–1999)
- Paul Ortoli (1900–1979)
- Louis Oubre (1885–1942)

### P
- René Pailleret (1921–1967)
- Gaston Palewski (1901–1984)
- Pierre Pannetier (1914–1984)
- André Parant (1897–1941)
- Gilbert Parazols (1903–1974)
- Jacques Paris de Bolladière (1907–1986)
- Alexandre Parodi (1901–1979)
- René Parodi (1904–1942)
- André Patou (1910–2006)
- Joseph Paturau (1916–1996)
- Joseph Pécro (1918–1945)
- René Peeters (1898–1979)
- Elie Péju (1901–1969)
- Louis Pélissier (1901–1944)
- Adrien Peltier (1903–1982)
- Pierre Pène (1898–1972)
- Joseph Perceval (1911–1952)
- Achille Peretti (1911–1983)
- Etelvino Perez (1919–1944)
- Victor Perner (1911–1997)
- Jacques Pernet (1911–2002)
- François Péron (1904–1941)
- Antoine Péronne (1914–1946)
- Guy Pérotin (1920–1940)
- Raymond Perraud (1913–1944)
- Jacques Petitjean (1918–1991)
- René Petre (1908–1957)
- François Philippe (1922–1944)
- Michel Pichard (1918–1989)
- Jacques Piette (1916–1990)
- Charles Pijeaud (1904–1942)
- Alfred Pillaford (1905–11942)
- Jean Pillard (1914–1989)
- Christian Pineau (1904–1995)
- Édmond Pinhède (1911–2004)
- Edouard Pinot (1891–1984)
- Stéphane Piobetta (1913–1944)
- Hippolyte Piozin (1913–1994)
- Jean-Charles Plantevin (1913–1980)
- René Pleven (1901–1993)
- Roger Podeur (1920–2005)
- Raymond Pognon (1873–1959)
- Jean Poirel (1910–1975)
- Ange Pois
- René Poitevin (1911–1972)
- Pierre Poletti (1894–1971)
- Jean Pompei (1909–1972)
- Dominique Ponchardier (1917–1986)
- Pierre Ponchardier (1909–1961)
- Edmond Popieul (1897–1958)
- André Postel-Vinay (1911–2007)
- Joseph Pouliquen (1897–1988)
- Pierre Pouyade (1911–1979)
- Roland de La Poype (1920–)
- Paul Prets
- Moïse Priez
- Corentin Prigent
- Maurice Prochasson
- Georges Prost
- Jean Proszeck
- Ernest Pruvost
- Pierre Puech-Samson
- Joseph Putz
- Lazare Pytkowicz

### Q
- René Quantin (1910–1944)
- André Quelen (1921–2010)
- Jean-Marie Querville (1903–1967)
- Roibert Quilichini (1912–1979)
- André Quirot (1914–1985)

### R
- Philippe Ragueneau (1917–2003)
- Henri de Rancourt (1910–1992)
- Claude Raoul-Duval (1919–)
- Pierre Rateau (1913–1956)
- Serge Ravanel (1920–2009)
- Laurent Ravix (1921–1992)
- Georges-Louis Rebattet (1907–1976)
- Louis Rebour (1907–1941)
- David Régnier (1925–1944)
- Eugène Reilhac (1920–1943)
- Alfred Reilinger (1900–1968)
- Jean Rémy (1899–1955)
- Jacques Renard (1902–1980)
- Gilbert Renault (1904–1984)
- Henri Rendu (1915–1944)
- Jacques Renouvin (1905–1944)
- Jean-Gabriel Revault d'Allonnes (1914–1994)
- Tibor Revesz-Long (1902–1976)
- Jean Rey (1920–1943)
- Louis Ricardou  (1910–1944)
- Noël Riou (1898–1964)
- Joseph Risso (1920–2005)
- Roger Ritoux-Lachaud (1902–1940)
- Louis Rivié (1911–1994)
- Paul Riviere (1912–1998)
- Jacques Robert-Rewez (1914–1998)
- Maurice Rolland (1904–1988)
- Yves Rolland (1909–1994)
- Henri Rol-Tanguy (1908–2002)
- Henri Romanetti (1909–1944)
- Henri Romans-Petit (1897–1980)
- André Rondenay (1913–1944)
- Paul-Jean Roquère (1916–1943)
- Philippe  Roques (1910–1943)
- Raymond Roques (1914–1943)
- Jean Rosenthal (1906–1993)
- Jean-Pierre Rosenwald (1920–1942)
- Pierre Rosset-Cournand (1924–1944)
- Georges Rossi (1918–1942)
- Robert Rossi (1913–1944)
- Charles Rossignol (1920–1944)
- Georges Rossignol (1911–1942)
- Elie Rouby (1894–1970)
- Jacques Rouleau (1922–2008)
- Jacques Roumeguère (1917–2006)
- Nicolas Roumiantzoff (1906–1988)
- Rémy Roure (1885–1966)
- Jean Rousseau-Portalis (1920–1982)
- Antoine Rousselot (1919–1999)
- Henri Rousselot (1912–1994)
- André Roux (1907–1983)
- Robert de Roux (1899–1942)
- André Rouxel (1915–2004)
- François Rozoy (1918–1987)
- Henri de Rudelle (1910–1974)
- Charles Rudrauf (1919–2010)
- Pierre Ruibet (1925–1944)
- Joseph Rysavy (1904–1946)

### S
- Raymond Sabot
- Bernard Saint-Hillier (1911–2004)
- Pierre de Saint-Mart (1885–1965)
- Jean Sainteny (1907–1978)
- Jules Saliège (1870–1956)
- André Salvat (1920–2017)
- Marcel Sammarcelli (1905–1978)
- Charles Santini
- Maurice Saranzac
- Jean-Pierre Sartin
- Philippe Sassoon
- Robert Saunal (1920–2008)
- Michel Sauvalle (1920–1978)
- Henri Sautot (1885–1963)
- Alain Savary (1918–1988)
- Albert Savary
- Horace Savelli (1908–1998)
- Jacques Savey (1910–1942)
- Fred Scamaroni (1914–1943)
- Henri Schaerrer
- Alfred de Schamphelaëre (1915–1944)
- Jacques-Henri Schlœsing (1919–1944)
- Étienne Schlumberger (1915–2014)
- Paul Schmidt
- André Schock (1914–1973)
- Maurice Schumann (1911–1998)
- Philippe de Scitivaux (1911–1996)
- Xavier de Scitivaux (1911–1986)
- Jacques de Segrais (1908–1941)
- François Seité
- Maurice Sère
- Henri Serizier
- Charles Serre
- Jacques Sevestre
- Adolphe Sice (1885–1957)
- Henri Silvy
- Jean Silvy
- Henry Simon
- Jean Simon (1912–2003)
- Jean-Salomon Simon
- Henri Simon-Dubuisson
- Pierre Simonet (1921–2020)
- Roger Sinaud
- François Sommer (1904–1973)
- Pierre Sonneville (1911–1970)
- Jean Souberville
- Jacques Soufflet (1912–1990)
- Henri Soulat
- Jean-Louis Sourbieu
- Jacques de Stadieu
- Michel Stahl (1914–1989)
- Jean Starcky
- Marcel Suarès

### T
- Benjamin Tagger (1912–1944)
- Marcel Taillandier (1911–1944)
- Joseph Tardieu (1889–1941)
- René Tardy (1908–1946)
- Jacques Tartière (1915–19451)
- Pierre Tassin de Saint-Péreuse (1910–1995)
- Gaston Tavian (1908–1987)
- Jacques Tayar (1915–1943)
- George William Taylor (1924–1945)
- Auguste Techer (1912–1968)
- Jean de Tedesco (1920–1943)
- Aimé Teisseire (1914–2008)
- Pierre-Henri Teitgen (1908–1997)
- Teriieroo a Teriierooiterai (1895–1952)
- Roland Terrier (1917–1976)
- Alexandre Ter Sarkissoff (1911–1991)
- Charles de Testa (1920–1986)
- Gérard Théodore (1920–2012)
- Fernand Thévenet (1910–2001)
- Pol Thibaux (1914–1963)
- Gabriel Thierry (1896–1972)
- Georges Thierry d’Argenlieu (1889–1964)
- Denis Thiriat (1913–1998)
- Félix Tilly (1904–1963)
- Ettore Toneatti (1910–1941)
- Louis Tourcatis (1904–1944)
- Elie Touchaleaume (1914–2010)
- Alfred Touny (1896–1944)
- Roger Touny (1922–1991)
- Raymond Tournier (1916–1998)
- Henri Tourtet (1899–1945)
- Martin Touzeau (1919–2006)
- Jean Tranape (1918–2012)
- Joseph Trigeaud (1903–1946)
- Paul Tripier (1921–1944)
- René Troël (1923–1977)
- Jacques Trolley de Prévaux (1888–1944)
- Pierre Troquereau (1914–1991)
- Jean Tulasne (1912–1943)
- Jaime Turrell (1904–1964)
- Edgard Tupët-Thomé (1920–2020)

### U
- Pierre-Paul Ulmer (1911–1953)
- Georges Ungerman (1915–1998)

### V
- Martial Valin (1898–1980)
- François Vallée (1912–1944)
- François Valli (1907–1994)
- Lucien Vanner († 1942)
- André Varnier (1914–1949)
- Bohumil Vazac (1913–2003)
- Gaston Vedel (1899–1993)
- Gilbert Vedy (1902–1944)
- Jacques de Vendeuvre (1912–1940)
- Michel Vergès (1898–1964)
- Joseph Vergos (1911–1940)
- Richard Verheust (1912–1988)
- Henri Verdier (1910–2002)
- Firmin Vermeil (1914–1943)
- Jean-Pierre Vernant (1914–2007)
- Jean Vernier (1905–1980)
- André Verrier (1919–1979)
- Michel Verstraete (1918–1968)
- Adolphe Vézinet (1906–1996)
- Jean Vialard-Goudou (1902–1970)
- Paul Vibert (1912–1970)
- Pierre Viénot (1897–1944)
- Charles Vignes (1905–1951)
- Daniel Vigneux (1912–1946)
- Angel Villerot (1913–2006)
- Harry de Villoutreys (1909–1945)
- Henri Viltard (1923–1947)
- Marcel Vincent (1913–1950)
- Alban Vistel (1905–1994)
- Jean Volvey (1910–1994)
- Jean Vourc’h (1920–1944)
- Jacques Voyer (1922–1944)

### W
- Agoussi Wabi (1899–1941)
- Otto Wagner (1902–1974)
- René Wagner (1907–1999)
- Aloïzo Waleina (1913–2008)
- René Weil (1917–1942)
- René-Georges Weill (1908–1942)
- Robert Weill (1916–1940)
- James Worden (1912–1940)
- Roger Wybot (1912–1997)
- Nicolas Wyrouboff (1915–2009)

### Z
- André Zirnheld (1913–1942)